# Clifton Forge
Clifton Forge és una població dels Estats Units a l'estat de Virgínia. Segons el cens del 2000 tenia 4.289 habitants.

## Demografia
Segons el cens del 2000, Clifton Forge tenia 4.289 habitants, 1.841 habitatges, i 1.146 famílies. La densitat de població era de 535,9 habitants per km².
Dels 1.841 habitatges en un 26,1% hi vivien nens de menys de 18 anys, en un 43,4% hi vivien parelles casades, en un 14,9% dones solteres, i en un 37,7% no eren unitats familiars. En el 34,4% dels habitatges hi vivien persones soles el 19,6% de les quals corresponia a persones de 65 anys o més que vivien soles. El nombre mitjà de persones vivint en cada habitatge era de 2,22 i el nombre mitjà de persones que vivien en cada família era de 2,8.
Per edats la població es repartia de la següent manera: un 21,1% tenia menys de 18 anys, un 6,7% entre 18 i 24, un 25,4% entre 25 i 44, un 23,2% de 45 a 60 i un 23,7% 65 anys o més.
L'edat mediana era de 43 anys. Per cada 100 dones de 18 o més anys hi havia 74 homes.
La renda mediana per habitatge era de 26.090 $ i la renda mediana per família de 31.509 $. Els homes tenien una renda mediana de 27.829 $ mentre que les dones 21.039 $. La renda per capita de la població era de 15.182 $. Entorn del 15,1% de les famílies i el 19,4% de la població estaven per davall del llindar de pobresa.

## Poblacions més properes
El següent diagrama mostra les poblacions més properes.